# Thaumetopoea processionea
La processionaria della quercia (Thaumetopoea processionea (Linnaeus, 1758)) è un lepidottero appartenente alla famiglia Notodontidae, diffuso in Europa; le larve si nutrono delle foglie degli alberi di quercia.

## Descrizione

### Adulto
La farfalla adulta ha abitudini notturne. Ha un'apertura alare di circa 5 cm. Le ali sono di colore variabile, dal bianco sporco al grigiastro, con striature più scure. È totalmente innocua.

### Larva
La larva è la fase di maggiore interesse tossicologico, poiché le larve, soprattutto dal terzo stadio, hanno il corpo ricoperto di peli urticanti, pericolosi per l'uomo e per gli animali domestici. La larva di primo stadio, presente sulle gemme degli alberi a inizio primavera, è di colore marrone, lunga pochi millimetri. Al quinto e ultimo stadio di accrescimento, la lunghezza è di 3-4 cm, il colore, dato dalla presenza di lunghi peli chiari, è grigio.

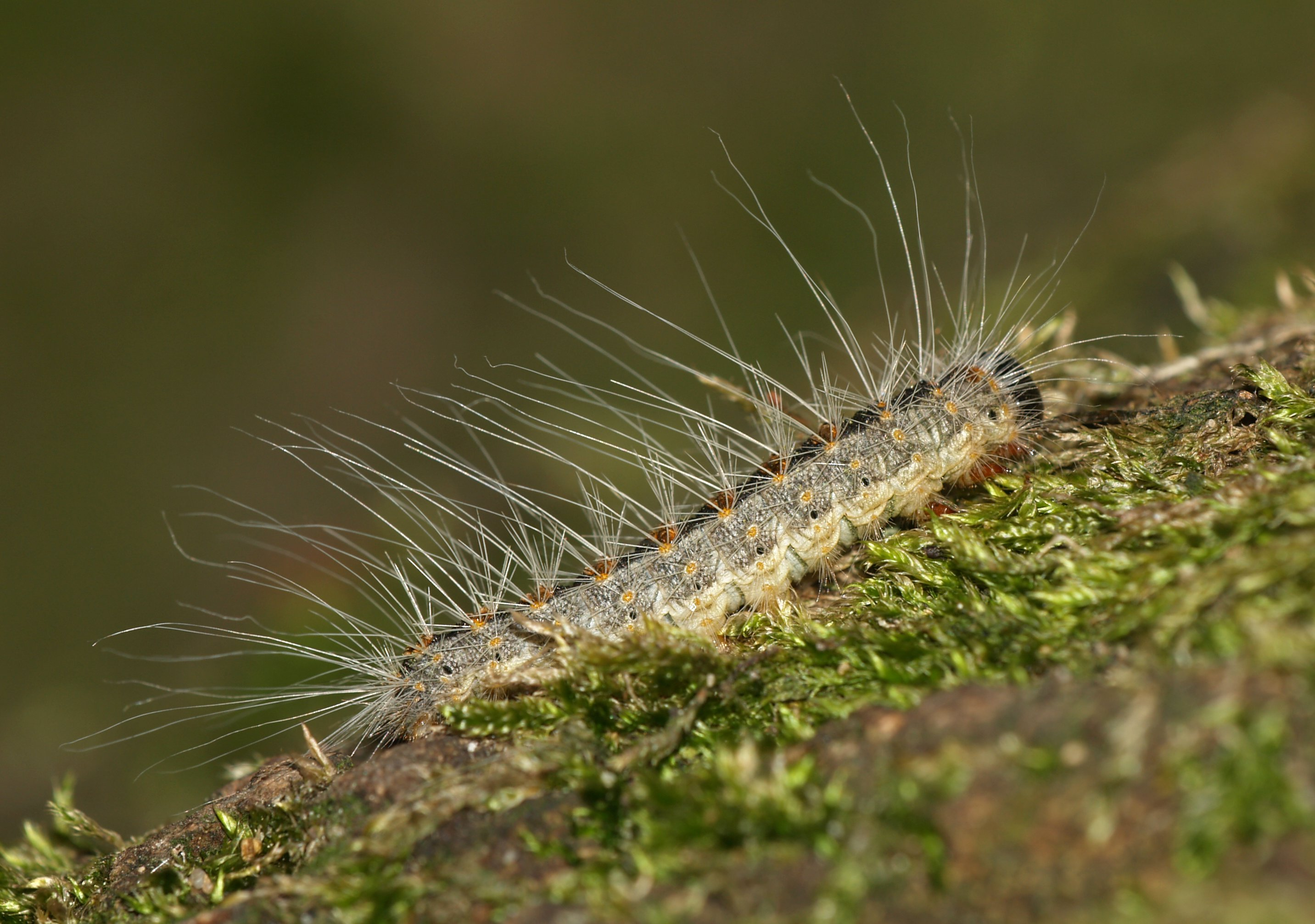
Bruco

## Biologia
Le uova di questo insetto si schiudono in primavera, proprio nel periodo in cui sugli alberi compaiono le prime foglie. In alcune regioni la diffusione (e i danni) sono tali da costituire una vera e propria piaga per le querce. I nidi si trovano di solito sul lato meridionale (il più soleggiato) dei tronchi e in zone in cui gli alberi sono particolarmente concentrati. Meno frequente è la presenza di tale larva nelle zone boschive, dove pare sussistere un certo equilibrio con le specie predatrici, quali la vespe icneumonoidi, i ditteri e il coleottero Calosoma sycophanta. I bruchi si spostano durante le ore notturne in cerca di cibo formando lunghe file simili a processioni, dalle quali il nome comune dell'insetto.
Le larve si nutrono di foglie di quercia e la loro presenza è segnalata dalla presenza di alberi spogli durante il periodo primaverile ed estivo.

## Distribuzione e habitat
La Thaumetopoea processionea è originaria dell'Europa centrale e orientale, ma si è diffusa anche in Europa occidentale.

## Galleria d'immagini

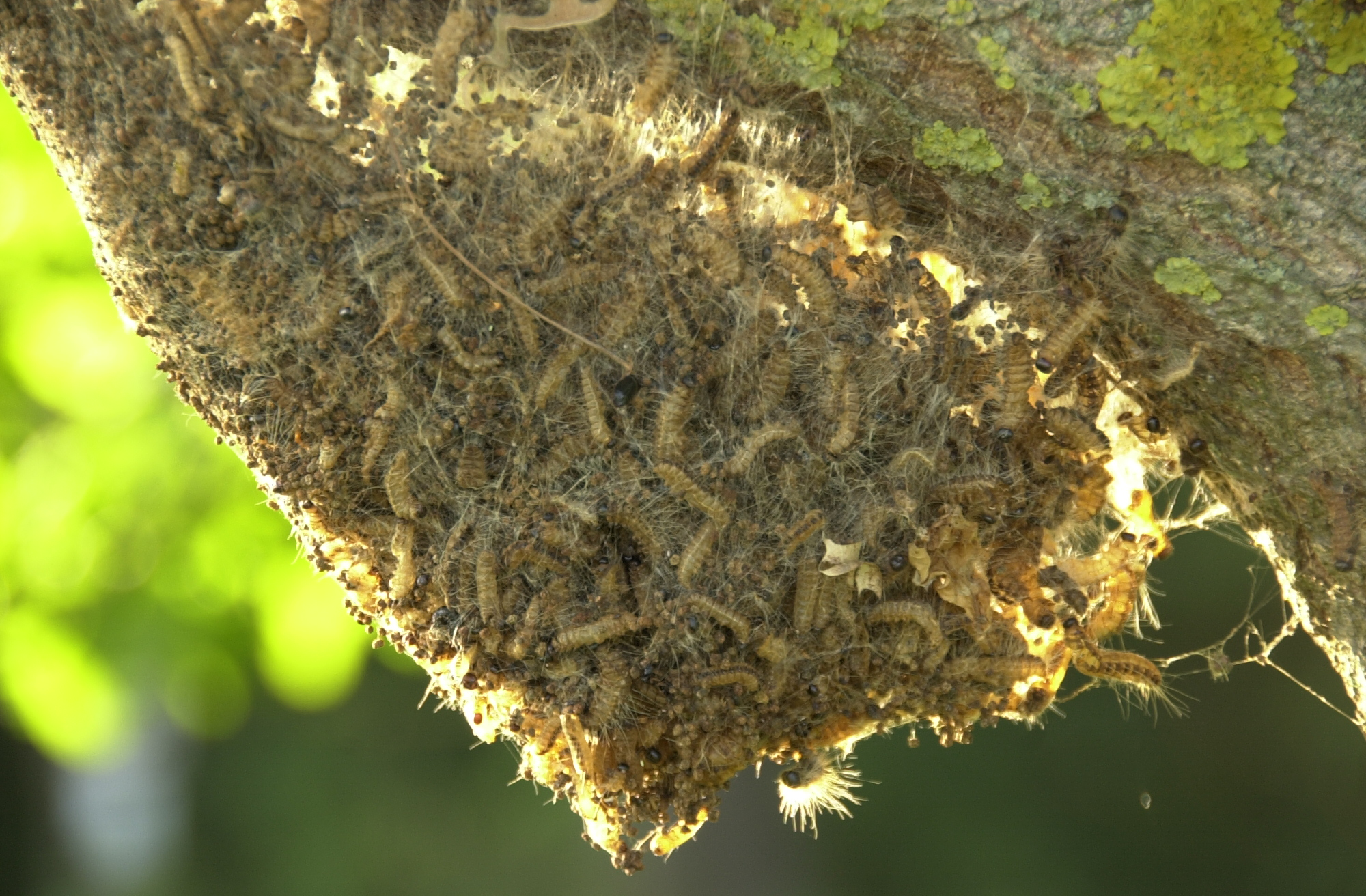
Nido con larve
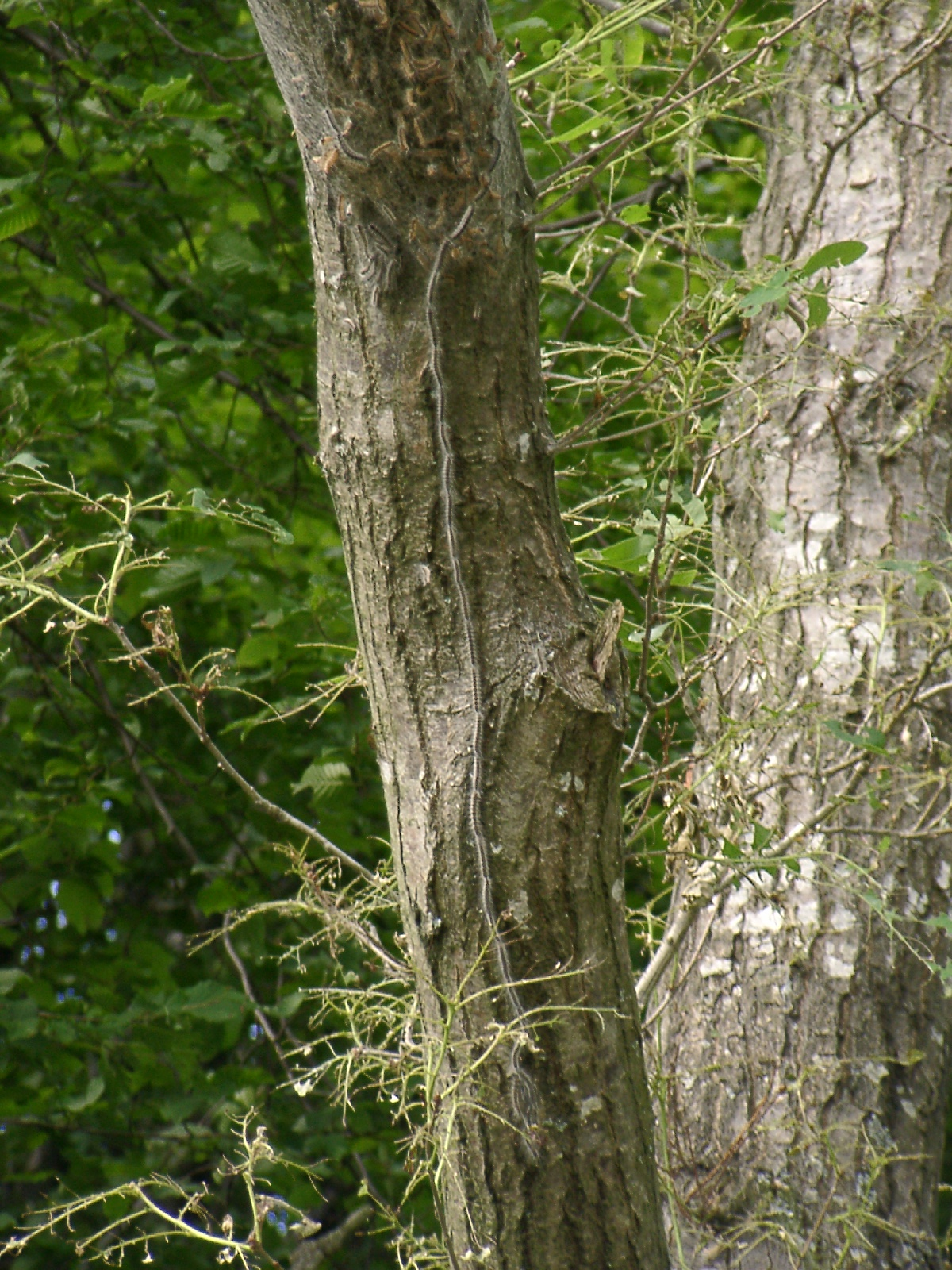
Processione di larve
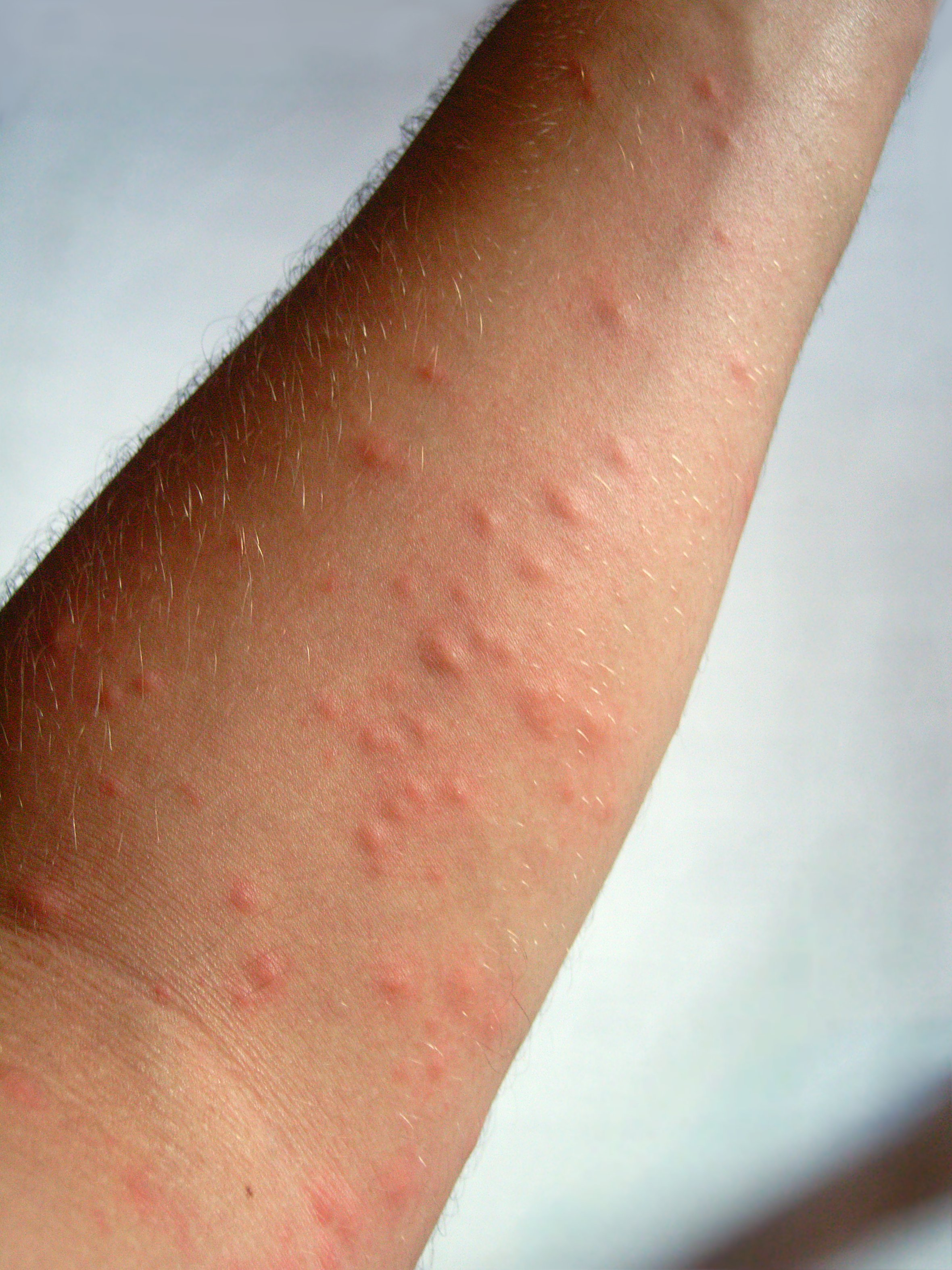
Dermatite causata dai bruchi